# Atelosticha
Atelosticha is een geslacht van vlinders van de familie sikkelmotten (Oecophoridae), uit de onderfamilie Oecophorinae.

## Soorten
- A. chrysias (Lower, 1901)
- A. depressariella (Walker, 1864)
- A. ochrospora Meyrick, 1928
- A. percnotoxa Meyrick, 1920
- A. phaedrella Meyrick, 1883